# Trichaeta basifera
Trichaeta basifera är en fjärilsart som beskrevs av Walker 1862. Trichaeta basifera ingår i släktet Trichaeta och familjen björnspinnare. Inga underarter finns listade i Catalogue of Life.